# Tân Dân Vấn báo
Tân Dân Vấn báo (tiếng Trung: 新民晚报 bính âm: Xīnmín Wǎnbào), nguyên là Tân Dân báo tức báo buổi tối, là một tờ báo phát hành từ tháng 9 năm 1929 tại Thượng Hải, Trung Quốc.
Hiện báo chịu sự điều hành của Tập đoàn Báo chí Văn Hối-Tân Dân. Tôn chỉ hiện nay của báo là thúc đẩy chủ nghĩa xã hội "truyền bá các chủ trương chính sách của chính phủ, truyền bá kiến thức, giao lưu văn hóa, đáp ứng yêu cầu của cuộc sống" (「宣傳政策，傳播知識，移風易俗，豐富生活」).